# Aérodrome de Mayne Island
L'aéroport de Mayne Island est un aéroport maritime situé à l'Île Mayne en Colombie-Britannique, au Canada. Il n'est plus référencé par le ministère des transports du Canada.